# Luwero
Luwe(e)ro is de hoofdplaats van het district Luwero in Centraal-Oeganda.
Luweero telde in 2002 bij de volkstelling 23.558 inwoners.
Sinds 1996 is Luweero de zetel van een rooms-katholiek bisdom.